# 快雪堂法帖
《快雪堂法帖》 是明末冯铨选录的五卷丛帖，虽然收录内容较少，但刻工精良，且以真迹摹刻，为后世看重。

## 历史
《快雪堂法帖》开工的具体时间不详，刻手刘雨若为当时名家。贴中王献之《洛神赋十三行》后有崇祯十四年（1641年）冯铨跋，由此推测可能开刻于此后，后“未刻完而经丧乱”。

### 版本
按照刻碑地点不同，它可以分为“涿拓”、“建拓”、“内府拓”。“涿拓”是最早的，由冯铨刻于涿州，之后冯铨后代将其原刻典质给州库，被州牧黄可润买下运到福建，在福建拓出的称为“建拓”，拓工较差。黄可润的后代又将其卖给福建总督杨景素，后者进奉给乾隆，此后的便称为“内府拓”。

## 内容
“涿拓”五卷首贴分别为王羲之的《快雪时晴帖》、褚遂良题字《乐毅论贴》、苏轼《天际乌云帖》、米芾《丹青引贴》、赵孟頫《闲邪公家传》。“建拓”和“内府拓”早期版本和“涿拓”保持一致，之后版本有较大变动，如将卷五换为《东皇太一贴》。